# 偽信者
在伊斯蘭教，偽信者（阿拉伯语：‎；munāfiq；眾數：‎），或音譯為穆纳菲格，是指那些外表自稱為伊斯蘭教的信士，但內心卻否認真主的人。
古蘭經有數百條有關偽信者的經句，偽信者不會受到叛教的刑罰，但死後會居於火獄的最底層。